# Poisson-crocodile de Beaufort
Cymbacephalus beauforti
Espèce
Cymbacephalus beauforti, communément nommé poisson-crocodile de Beaufort, est une espèce de poissons marins benthique de la famille des Platycephalidae.

## Description
Le poisson-crocodile de Beaufort est un poisson de taille moyenne pouvant atteindre 50 cm de long, mais la taille moyenne couramment observée est de 35 cm . 
Son corps est allongé, sa tête est plate et longue, cette dernière est couverte de crêtes osseuses et d'épines. Son museau ressemble quelque peu à un bec. Les yeux sont globuleux et dotés d'appendices cutanés sur le dessus.
La livrée des juvéniles est noire avec quelques taches blanches et un trait blanc allant d'une nageoire pectorale à l'autre. Les adultes quant à eux, ont une livrée dont l'intensité de la coloration peut varier en fonction du substrat environnant, afin de mieux s'y fondre. Le corps est couvert d'une mosaïque de taches brunes à marron, voire légèrement verdâtres qui sont séparés par un entrelacs de lignes bleues.

## Distribution et habitat
Le poisson-crocodile de Beaufort, fréquente les eaux tropicales du centre du bassin Indo-Pacifique.
Il apprécie plus particulièrement les secteurs sableux et détritiques des récifs abrités ou peu exposés en eau peu profonde en général entre 2 et 3 m de profondeur avec un maximum à 12 m.

## Alimentation
Le régime alimentaire de ce poisson-crocodile est basé sur la consommation de petits poissons et crustacés.

## Comportement
Il est solitaire, benthique et chasse à l'affût grâce à sa position statique et à son camouflage.

## Galerie

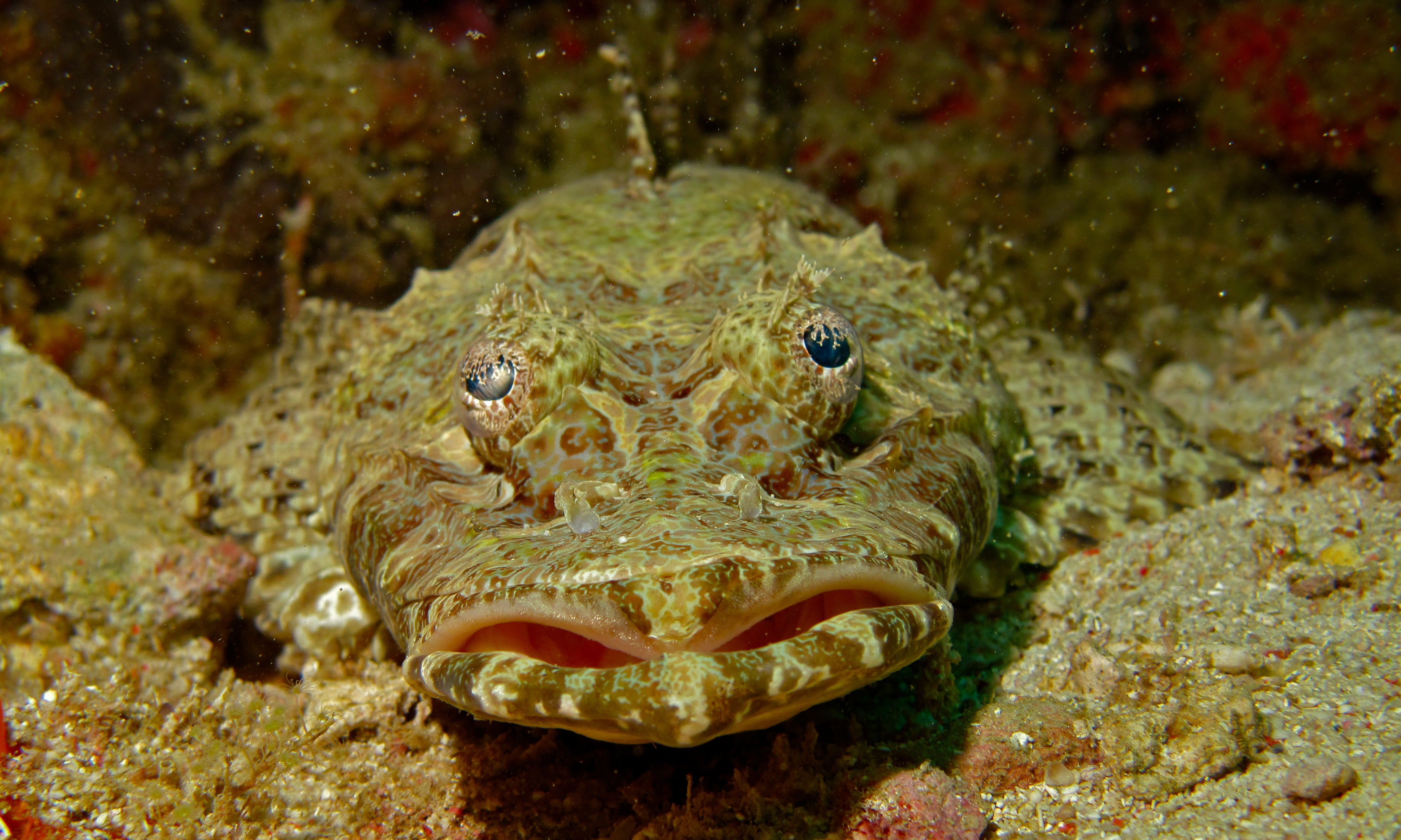
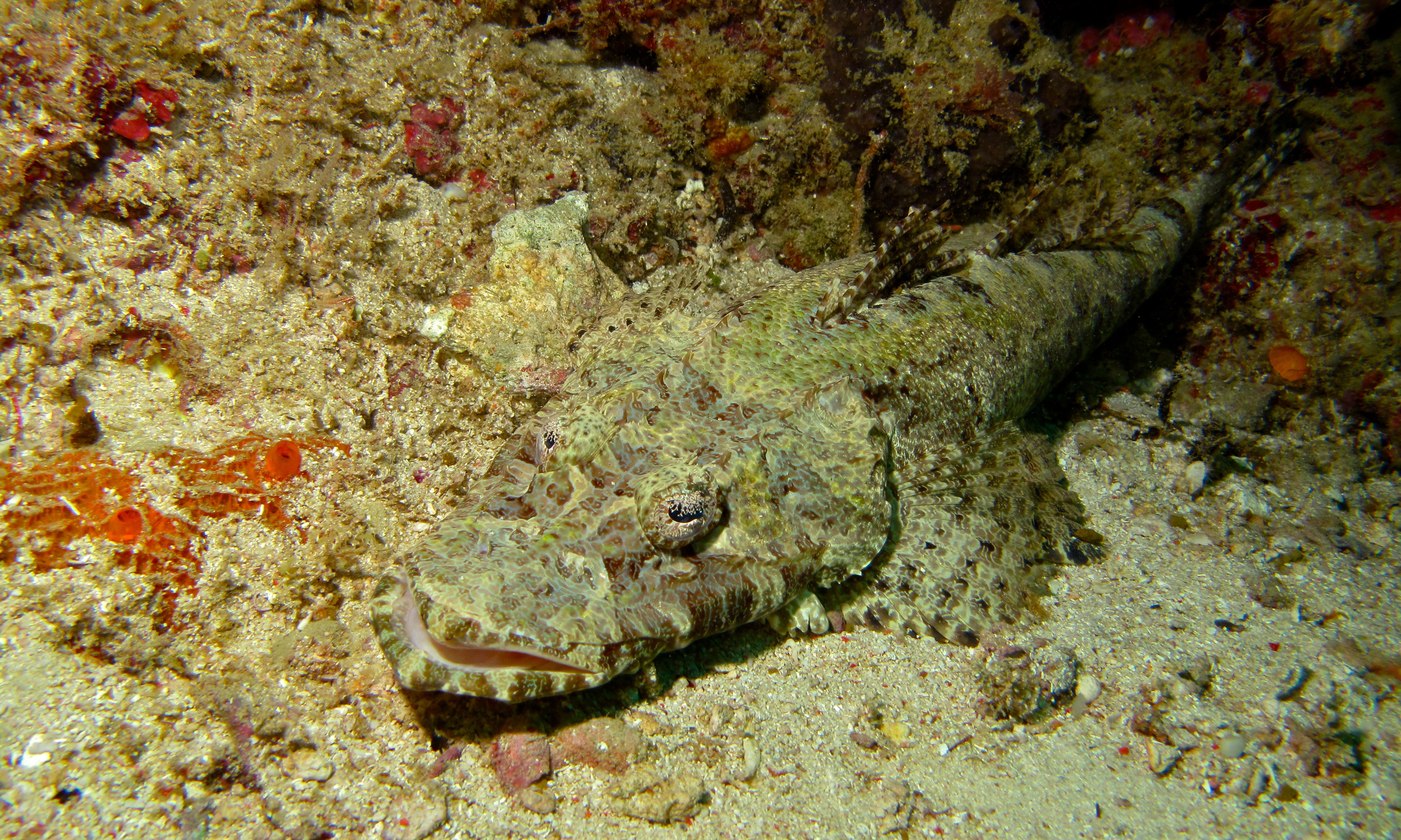
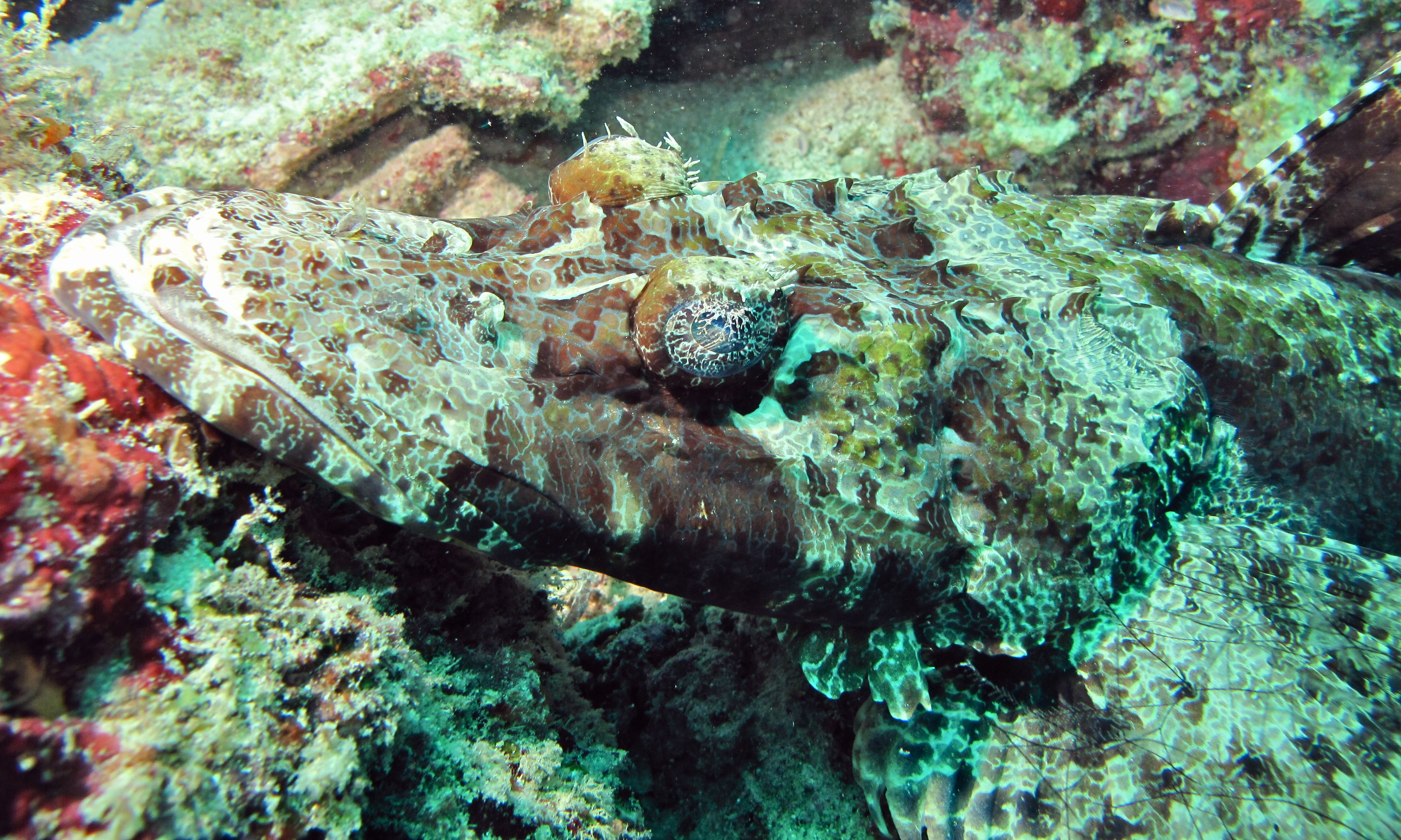